# Змичка
Зми́чка — житловий масив переважно приватного сектору у північно-західній частині Центрально-Міського району, на західній околиці міста Кривого Рогу.

## Загальні відомості
Закладений у кінці 90-х рр. ХІХ ст. Мешкали сім'ї гірників. Існував базар, казарми й землянки. Розвиток набув у 20-30-х рр. ХХ ст.
Назву одержав за часів колективізації, означає злиття міста з селом. Площа: 20  км². Має 33 вулиці, мешкає 3443 особи. Розташований Криворізький коледж Національного авіаційного університету, 2 АТП, ринок, магазини, виїзд у напрямку Кропивницького (автошлях Н23).

## Цікаві факти
- Змичка три роки слугувала місцем розташування міського аеропорту до його перенесення за межу міста у 1979 р.